# Киттлс, Керри
Керри Киттлс (англ. Kerry Kittles; родился 12 июня 1974, Дейтон, Огайо, США) — американский баскетболист.

## Ранние годы
Керри Киттлс родился в городе Дейтон (штат Огайо), учился в Новоорлеанской школе Святого Августина, в которой играл за местную баскетбольную команду. В 1996 году окончил университет Вилланова, где в течение четырёх лет играл за команду «Вилланова Уайлдкэтс», в которой провёл успешную карьеру, набрав в итоге 2243 очка, 715 подборов, 408 передач и 277 перехватов, к тому же один раз помог выиграть своей команде турнир конференции Big East (1995).

## Карьера игрока
Играл на позиции атакующего защитника. В 1996 году был выбран на драфте НБА под 8-м номером командой «Нью-Джерси Нетс». Позже выступал за команду «Лос-Анджелес Клипперс». Всего в НБА провёл 8 сезонов. Киттлс включался во 2-ю сборную новичков НБА (1997). Два года подряд становился лауреатом приза имени Роберта Гизи (1995—1996). Один раз включался в 1-ю всеамериканскую сборную NCAA (1996), а также один раз — во 2-ю всеамериканскую сборную NCAA (1995). В 1995 году был признан баскетболистом года конференции Big East. Всего за карьеру в НБА сыграл 507 игр, в которых набрал 7165 очков (в среднем 14,1 за игру), сделал 1983 подбора, 1295 передач, 811 перехватов и 221 блок-шот.
В 1995 году Киттлс стал в составе сборной США победителем летней Универсиады в Фукуоке.
Свой пятый сезон в «Нью-Джерси Нетс», чемпионат 2000/2001 годов, Керри Киттлс пропустил из-за реабилитации после операции, проведённой в межсезонье на правом колене. После семи сезонов в «Нетс» он был продан в «Лос-Анджелес Клипперс», чтобы освободить место в платёжной ведомости по зарплате. За свою новую команду Киттлс провёл всего одиннадцать матчей, а в январе 2005 года получил ещё одно повреждение, после чего решил завершить свою профессиональную карьеру игрока.

## Статистика

### Статистика в НБА
| Сезон                                                                                    | Команда    | Регулярный сезон | Регулярный сезон | Регулярный сезон | Регулярный сезон | Регулярный сезон | Регулярный сезон | Регулярный сезон | Регулярный сезон | Регулярный сезон | Регулярный сезон | Регулярный сезон | Серия плей-офф | Серия плей-офф | Серия плей-офф | Серия плей-офф | Серия плей-офф | Серия плей-офф | Серия плей-офф | Серия плей-офф | Серия плей-офф | Серия плей-офф | Серия плей-офф |
| Сезон                                                                                    | Команда    | GP               | GS               | MPG              | FG%              | 3P%              | FT%              | RPG              | APG              | SPG              | BPG              | PPG              | GP             | GS             | MPG            | FG%            | 3P%            | FT%            | RPG            | APG            | SPG            | BPG            | PPG            |
| ---------------------------------------------------------------------------------------- | ---------- | ---------------- | ---------------- | ---------------- | ---------------- | ---------------- | ---------------- | ---------------- | ---------------- | ---------------- | ---------------- | ---------------- | -------------- | -------------- | -------------- | -------------- | -------------- | -------------- | -------------- | -------------- | -------------- | -------------- | -------------- |
| 1996/97                                                                                  | Нью-Джерси | 82               | 57               | 36,7             | 42,6             | 37,7             | 77,1             | 3,9              | 3,0              | 1,9              | 0,4              | 16,4             | Не участвовал  | Не участвовал  | Не участвовал  | Не участвовал  | Не участвовал  | Не участвовал  | Не участвовал  | Не участвовал  | Не участвовал  | Не участвовал  | Не участвовал  |
| 1997/98                                                                                  | Нью-Джерси | 77               | 76               | 36,5             | 44,0             | 41,8             | 80,8             | 4,7              | 2,3              | 1,7              | 0,5              | 17,2             | 3              | 3              | 42,0           | 42,5           | 38,5           | 90,9           | 5,0            | 2,7            | 1,3            | 0,7            | 16,3           |
| 1998/99                                                                                  | Нью-Джерси | 46               | 40               | 34,1             | 37,0             | 31,6             | 77,2             | 4,2              | 2,5              | 1,7              | 0,6              | 12,9             | Не участвовал  | Не участвовал  | Не участвовал  | Не участвовал  | Не участвовал  | Не участвовал  | Не участвовал  | Не участвовал  | Не участвовал  | Не участвовал  | Не участвовал  |
| 1999/00                                                                                  | Нью-Джерси | 62               | 61               | 30,6             | 43,7             | 40,0             | 79,5             | 3,6              | 2,3              | 1,3              | 0,3              | 13,0             | Не участвовал  | Не участвовал  | Не участвовал  | Не участвовал  | Не участвовал  | Не участвовал  | Не участвовал  | Не участвовал  | Не участвовал  | Не участвовал  | Не участвовал  |
| 2001/02                                                                                  | Нью-Джерси | 82               | 82               | 31,7             | 46,6             | 40,5             | 74,4             | 3,4              | 2,6              | 1,6              | 0,4              | 13,4             | 20             | 20             | 29,0           | 43,5           | 26,5           | 77,8           | 3,2            | 2,3            | 1,6            | 0,5            | 12,1           |
| 2002/03                                                                                  | Нью-Джерси | 65               | 57               | 30,0             | 46,7             | 35,6             | 78,5             | 3,9              | 2,6              | 1,6              | 0,4              | 13,0             | 20             | 20             | 30,7           | 39,5           | 41,3           | 76,2           | 3,5            | 2,0            | 1,5            | 0,3            | 10,8           |
| 2003/04                                                                                  | Нью-Джерси | 82               | 82               | 34,7             | 45,3             | 35,1             | 78,7             | 4,0              | 2,5              | 1,5              | 0,5              | 13,1             | 11             | 11             | 37,6           | 44,8           | 32,7           | 61,8           | 4,3            | 2,1            | 2,0            | 0,9            | 14,4           |
| 2004/05                                                                                  | Клипперс   | 11               | 0                | 22,1             | 38,4             | 33,3             | 60,0             | 2,9              | 1,8              | 0,7              | 0,3              | 6,3              | Не участвовал  | Не участвовал  | Не участвовал  | Не участвовал  | Не участвовал  | Не участвовал  | Не участвовал  | Не участвовал  | Не участвовал  | Не участвовал  | Не участвовал  |
|                                                                                          | Всего      | 507              | 455              | 33,4             | 43,9             | 37,8             | 78,0             | 3,9              | 2,6              | 1,6              | 0,4              | 14,1             | 54             | 54             | 32,1           | 42,4           | 33,7           | 74,2           | 3,6            | 2,1            | 1,6            | 0,5            | 12,3           |
| Наведите курсор мыши на аббревиатуры в заголовке таблицы, чтобы прочесть их расшифровку. |            |                  |                  |                  |                  |                  |                  |                  |                  |                  |                  |                  |                |                |                |                |                |                |                |                |                |                |                |